# Иччанна

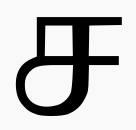

Иччанна (இச்சன்னா) или чахарамей (சகர மெய்) — 16-я буква тамильского алфавита, относится к группе валлинам и в зависимости от положения в слове обозначает звуки [ʧ], [ʤ], [ʃ], [s].
Произношение варьируется в зависимости от места в слове, и других условий, таких как каста и местность, к которым принадлежат говорящие, а также от происхождения самого слова. В начале слова в чисто тамильских словах произносится
- как санскритское š в sastram (браминское произношение)
- как русское «с» — это произношение свойственно низким кастам и довольно распространено на Цейлоне
- как «чь» в говоре средних каст— веллалар и др. — мадурской области.

При удвоении и после взрывного t и r произносится всегда как «чь». После носового получается звонкий оттенок произношения: [ʤ]. Между гласными обычно произносится как š (палатальное ш).